# Exalphus aurivillii
Exalphus aurivillii es una especie de escarabajo longicornio del género Exalphus, tribu Acanthoderini, subfamilia Lamiinae. Fue descrita científicamente por Lane en 1970.
La especie se mantiene activa durante los meses de enero, abril, agosto, septiembre y octubre.

## Descripción
Mide 10,5-14 milímetros de longitud.

## Distribución
Se distribuye por Brasil, Guyana, Guayana Francesa y Surinam.